# 尖山乡 (文县)
尖山乡，是中华人民共和国甘肃省陇南市文县下辖的一个乡镇级行政单位。

## 行政区划
尖山乡下辖以下地区：
铁古山村、核桃坪村、高峰村、木元村、河口村、草垭村、老爷庙村、尚家山村、尖山村和山根村。